# Bandas sonoras de Star Wars

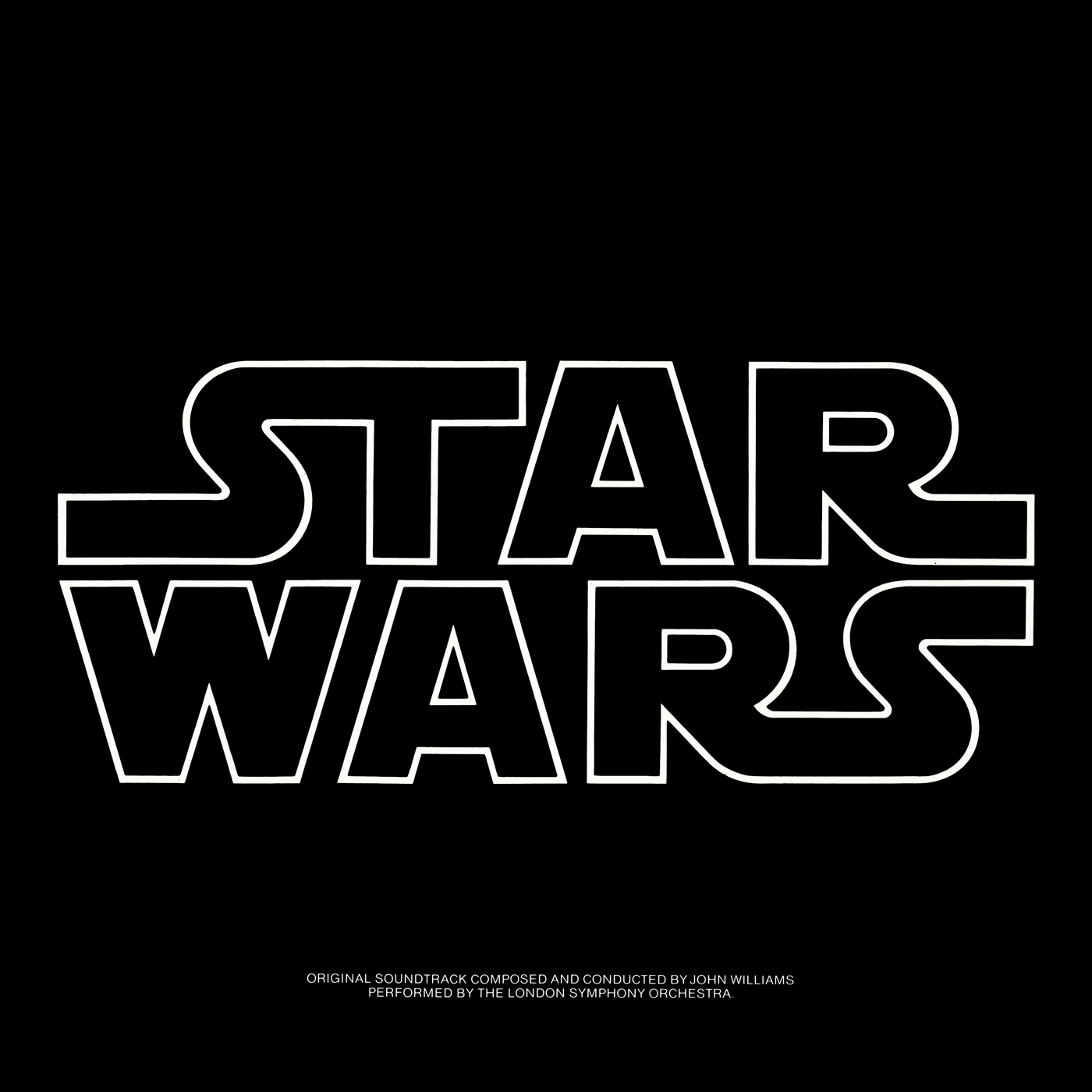
Portada del disco 'Star Wars' de 1977

Las bandas sonoras de Star Wars son todas las ediciones de venta al público de la Música de Star Wars, las cuales han visto numerosas publicaciones tanto por separado como en colecciones.

## Lanzamientos originales enLP

### Star Wars
Se lanzó, como la película, en 1977, por 20th Century Fox Records titulado sólo así, Star Wars, en dos discos. El propio Williams 
seleccionó 74 de 88 minutos de música. Para darle variedad no se siguió el orden cronológico del filme.
| Lado 1 1. Main theme 2. Imperial Attack (8-track) 3. Princess Leia's theme (8-track) 4. The Desert and the Robot Auction Lado 2 1. Ben's Death and TIE Fighter Attack 2. The Little People Work 3. Rescue of the Princess 4. Inner City 5. Cantina Band (8-track, part I) | Lado 3 (8- track, program 3, Cantina Band part II) 1. The Land of the Sandpeople 2. Mouse Robot and Blasting off 3. The Return Home 4. The Walls Converge 5. The Princess Appears (8-track, part I) Lado 4 (8- track, The Princess Appears part II) 1. The Last Battle 2. The Throne Room and End Title |

### The Empire Strikes Back
Se lanzó como la película en 1980 por RSO Records, otra vez en dos discos, otra vez con sólo 74 minutos de música y otra vez para darle variedad no se siguió el orden cronológico del filme.
| Lado 1 1. Star Wars (Main theme) 2. Yoda's theme 3. The Training of a Jedi Knight 4. The Heroics of Luke and Han Lado 2 1. The Imperial March (Darth Vader's theme) 2. Departure of Boba Fett 3. Han Solo and the Princess 4. Hyperspace 5. The Battle in the Snow | Lado 3 1. The Asteroid Field 2. The City in the Clouds 3. Rebels at Bay 4. Yoda and the Force Lado 4 1. The Duel 2. The Magic Tree 3. Lando's Palace 4. Finale |

### The Return of the Jedi
Se lanzó como la película en 1983 por RSO Records, esta vez en un único disco con sólo 45 minutos de música y otra vez para darle variedad no se siguió el orden del filme.

#### Disco único
| Lado 1 1. Main Title 2. Into the Trap 3. Luke and Leia 4. Parade of the Ewoks 5. Han Solo Returns (At the Court of Jabba the Hutt) 6. Lapti Nek (Jabba's Palace Band) | Lado 2 1. The Forest Battle 2. Rebel Briefing 3. The Emperor 4. The Return of the Jedi 5. Ewok Celebration and Finale |

### Ewoks
En 1986 el sello Varése Sarabande publicó en LP parte de las bandas sonoras compuestas por Peter Bernstein para las películas televisivas Caravana del Valor Ewok y La Batalla por Endor.
El material fue realizado como bootleg en CD en 1999 retitulado Star Wars: Ewoks, con numerosas discrepancias con el original en LP. No ha tenido lanzamiento oficial en formato digital y lo más curioso es que haya sido la cuarta banda sonora publicada de toda la saga, y la primera del llamado Universo Expandido.
| Lado A 1. Trek (Caravana del Valor) 1:53 2. Intro / Main title (Caravana del Valor) 02:47 3. Noa & Terak (La Batalla por Endor) 03:50 4. Teek (La Batalla por Endor) 02:44 5. Set Up/Terak's Theme (La Batalle por Endor) 03:09 6. Noa's Ark (La Batalla por Endor) 02:09 7. Izrina (CaravanA del Valor) 01:31 | Lado B 1. Flying (Caravana del Valor) 02:46 2. Good Night, Bad Dreams (La Batalla por Endor) 03:11 3. Poker Game (La Batalla por Endor) 02:15 4. Pulga Chase (Caravana del Valor) 02:40 5. The House (La Batalla por Endor) 01:39 6. Escape (La Batalla por Endor) 01:30 7. Farewell (La Batalla por Endor) 03:46 |

Duración total 00:35:50

## Primeros lanzamientos enCD
Las primeras ediciones en formato digital de las orquestaciones se publicaron hasta 1985 por Polydor, debido a que el formato digital seguía siendo un poco exótico por esos años.

### Star Wars
Aún en dos discos, sin embargo los temas y el orden son los mismos del LP.
| 1. Main theme 2. Imperial Attack 3. Princess Leia's theme 4. The Desert and the Robot Auction 5. Ben's Death and TIE Fighter Attack 6. The Little People Work 7. Rescue of the Princess 8. Inner City 9. Cantina Band | 1. The Land of the Sandpeople 2. Mouse Robot and Blasting off 3. The Return Home 4. The Walls Converge 5. The Princess Appears 6. The Last Battle 7. The Throne Room and End Title |

### The Empire Strikes Back
Lo más notable es que ésta es en un solo disco y el orden de los temas por completo distinto al de la edición en LP, esto se debió a que el formato digital aún estaba poco desarrollado y se incluyeron sólo las partituras más importantes del filme, además fue el primer lanzamiento internacional de una banda sonora de la saga en CD.

#### Disco único
1. The Imperial March (Darth Vader's theme)
2. Yoda's theme
3. The Asteroid Field
4. Han Solo and the Princess
5. Finale
6. Star Wars (Main theme)
7. The Training of a Jedi Knight
8. Yoda and the Force
9. The Duel
10. The Battle in the Snow

### The Return of the Jedi
Otra vez en un solo disco, aunque en el mismo orden que la edición en LP.

#### Disco único
1. Main Title (The Story Continues)
2. Into the Trap
3. Luke and Leia
4. Parade of the Ewoks
5. Han Solo Returns (At the Court of Jabba the Hutt)
6. Lapti Nek
7. The Forest Battle
8. Rebel Briefing
9. The Emperor
10. The Return of the Jedi
11. Ewok Celebration and Finale

## Star Wars Trilogy: The Original Soundtrack Anthology
Como su nombre indica es una antología, publicada en 1993 por 20th Century Fox Film Scores, donde por primera vez se recogió la totalidad de las tres partituras originales, juntas en un paquete de cuatro discos, uno para la música de cada película y un cuarto con las funciones incidentales.

### Disco uno,A New Hope
1. 20th Century Fox fanfare with Cinemascope Extension
2. Main Title
3. Imperial Attack
4. The Desert
5. The Little People Work
6. The Princess Appears
7. The Land of the Sand People
8. The Return Home
9. Inner City
10. Mouse Robot / Blasting off
11. Rescue of the Princess
12. The Walls Converge
13. Ben's Death / Tie Fighter Attack
14. Princess Leia's theme
15. The Last Battle
16. The Throne Room / End Title

### Disco dos,The Empire Strikes Back
1. 20th Century Fox fanfare with Cinemascope Extension
2. Main Title / The Imperial Probe (Extended version)
3. Luke's Escape
4. Luke's Rescue
5. The Imperial March (Darth Vader's theme)
6. The Battle in the Snow
7. Luke's First Crash
8. The Rebels Escape Again
9. The Asteroid Field
10. Yoda's theme
11. Han Solo and the Princess
12. The Training of a Jedi Knight
13. The Magic Tree
14. Yoda and the Force
15. City in the Clouds
16. Lando's Palace
17. The Duel
18. Hyperspace
19. Finale / End Credits

### Disco tres,The Return of the Jedi
1. 20th Century Fox fanfare with Cinemascope Extension
2. Main Title / Approaching the Death Star
3. Han Solo Returns (At the Court of Jabba the Hutt)
4. Fight in the Dungeon
5. The Return of the Jedi
6. The Emperor Arrives
7. The Death of Yoda
8. Parade of the Ewoks
9. Luke and Leia
10. The Emperor Confronts Luke
11. Into the Trap
12. First Ewok Battle / Fight With the Fighters
13. The Forest Battle
14. The Final Duel / Into the Death Star
15. The Emperor's Death
16. Darth Vader's Death
17. Through the Flames
18. Leia Breaks the News / Funeral Pyre for a Jedi
19. Ewok Celebration / Finale

### Disco cuatro,Bonus Tracks
1. 20th Century Fox fanfare with Cinemascope Extension
2. Star Wars Main Title (alternate)
3. Heroic Ewok / The Fleet Goes into Hyperspace
4. A Hive of Villainy
5. Destruction of Alderaan
6. Drawing the Battle Lines / Leia's Instructions
7. The Ewok Battle
8. Attack Position
9. Crash Landing
10. Cantina Band
11. Lapti Nek
12. Cantina Band #2
13. Faking the Code
14. Brother and Sister
15. Standing Bay
16. Leia is Wounded / Luke and Vader Duel
17. Carbon Freeze / Luke Pursues the Captives / Departure of Boba Fett
18. Losing a Hand
19. The Return of the Jedi (alternate)
20. Leia Breaks the News (alternate) / Funeral Pyre for a Jedi (film version)
21. Ewok Celebration (film version) / End Credits

## Star Wars: The Complete Scores
Es otra colección en la cual aparecen las partituras totales de las películas originales, cada una en dos discos, publicadas primero por RCA Victor en 1997 como preámbulo a la edición especial de la trilogía ese año; y después por Sony Classical en 2004 con motivo del primer lanzamiento en DVD de la misma, sin cambios de contenido con la primera edición de 97 excepto por los booklets que son más nutridos.
La música de cada película se publicó en ambas ocasiones por separado, no en conjunto las tres.

### A New Hope: The Complete Score

#### Disco uno
1. 20th Century Fox fanfare (Alfred Newman)
2. Main Title / Rebel Blockade Runner
3. Imperial Attack
4. The Dune Sea of Tatooine / Jawa Sandcrawler
5. The Moisture Farm
6. The Hologram / Binary Sunset
7. Landspeeder Search / Attack of the Sandpeople
8. Tales of a Jedi Knight / Learn About the Force
9. Burning Homestead
10. Mos Eisley Spaceport
11. Cantina Band
12. Cantina Band #2
13. Archival Bonus track: Binary Sunset (alternate)

#### Disco dos
1. Princess Leia's theme
2. The Millennium Falcon / Imperial Cruiser Pursuit
3. Destruction of Alderaan
4. The Death Star / The Stormtroopers
5. Wookie Prisoner / Detention Block Ambush
6. Shootout in the Cell Bay / Dianoga
7. The Trash Compactor
8. The Tractor Beam / Chasm Crossfire
9. Ben Kenobi's Death / Tie Fighter Attack
10. The Battle of Yavin
  1. Launch from the Fourth Moon
  2. X-Wings Draw Fire
  3. Use the Force
11. The Throne Room / End Title

### The Empire Strikes Back: The Complete Score

#### Disco uno
1. 20th Century Fox fanfare (Alfred Newman)
2. Main Title / The Ice Planet Hoth
3. The Wampa's Lair / Vision of Obi-Wan / Snowspeeders Take Flight
4. The Imperial Probe / Aboard the Executor
5. The Battle of Hoth
  1. The Ion Cannon
  2. Imperial Walkers
  3. Beneath the AT-AT
  4. Escape in the Millennium Falcon
6. The Asteroid Field
7. Arrival on Dagobah
8. Luke's Nocturnal Visitor
9. Han Solo and the Princess
10. Jedi Master Revealed / Mynock Cave
11. The Training of a Jedi Knight / The Magic Tree

#### Disco dos
1. The Imperial March (Darth Vader's Theme)
2. Yoda's Theme
3. Attacking a Star Destroyer
4. Yoda and the Force
5. Imperial Starfleet Deployed / City in the Clouds
6. Lando's Palace
7. Betrayal at Bespin
8. Deal with the Dark Lord
9. Carbon Freeze / Darth Vader's Trap / Departure of Boba Fett
10. The Clash of Lightsabers
11. Rescue from Cloud City / Hyperspace
12. The Rebel Fleet / End Title

### The Return of the Jedi: The Complete Score

#### Disco uno
1. 20th Century Fox fanfare (Alfred Newman)
2. Main Title / Approaching the Death Star / Tatooine Rendezvous
  - contiene el track oculto Death Star in Disarray, contraparte de Darth Vader's Death
3. The Droids Are Captured
4. Bounty for a Wookiee
5. Han Solo Returns
6. Luke Confronts Jabba / Den of the Rancor / Sarlacc Sentence
7. The Pit of Carkoon / Sail Barge Assault
8. The Emperor Arrives / The Death of Yoda / Obi-Wan's Revelation
9. Alliance Assembly
10. Shuttle Tydirium Approaches Endor
11. Speeder Bike Chase / Land of the Ewoks
12. The Levitation / Threepio's Bedtime Story
13. Jabba's Baroque Recital
14. Jedi Rocks
15. Sail Barge Assault (Alternate)

#### Disco dos
1. Parade of the Ewoks
2. Luke and Leia
3. Brother and Sister / Father and Son / The Fleet Enters Hyperspace / Heroic Ewok
4. The Emperor's Throne Room
5. The Battle of Endor
  1. Into the Trap
  2. Forest Ambush
  3. Scout Walker Scramble
  4. The Prime Weapon Fires
6. The Lightsaber / The Ewok Battle
7. The Battle of Endor II
  1. Leia Is Wounded
  2. The Duel Begins
  3. Overtaking The Bunker
  4. The Dark Side Beckons
  5. The Emperor’s Death
8. The Battle of Endor III
  1. Superstructure Chase
  2. Darth Vader's Death
  3. The Main Reactor
9. Leia's News / Light of the Force
10. Victory Celebration / End Title
11. Ewok Feast / Part of the Tribe
12. The Forest Battle (Concert Suite)

## Sombras del Imperio
Dentro del inusual proyecto que fue Sombras del Imperio, se editó un CD de música incidental compuesta por Joel McNeely, vía Varèse Sarabande, el cual como mayor curiosidad fue la primera banda sonora publicada de la saga además de las de las películas. El 7 de agosto de 2020 se lanzará nuevamente el CD, así como el LP.
Contenido
1. Main Theme from Star Wars and Leia's Nightmare
2. The Battle of Gall
3. Imperial City
4. Beggar's Canyon Chase
5. The Southern Underground
6. Xizor's theme
7. The Seduction of the Princess Leia
8. Night Skies
9. Into the Sewers
10. The Destruction of Xizor's Palace

## The Phantom Menace
Se lanzó el 4 de mayo de 1999 por Sony Classical, desde luego en CD.

### Disco único
1. Star Wars Main Title and the Arrival at Naboo – 2:55
2. Duel of the Fates – 4:14
3. Anakin's Theme – 3:05
4. Jar Jar's Introduction and the Swim to Otoh Gunga – 5:07
5. The Sith Spacecraft and the Droid Battle – 2:37
6. The Trip to the Naboo Temple and the Audience with Boss Nass – 4:07
7. The Arrival at Tatooine and the Flag Parade – 4:04
8. He Is the Chosen One – 3:53
9. Anakin Defeats Sebulba – 4:24
10. Passage Through the Planet Core – 4:40
11. Watto's Deal and Kids at Play – 4:57
12. Panaka and the Queen's Protectors – 3:24
13. Queen Amidala and the Naboo Palace – 4:51
14. The Droid Invasion and the Appearance of Darth Maul – 5:14
15. Qui-Gon's Noble End – 3:48
16. The High Council Meeting and Qui-Gon's Funeral – 3:09
17. Augie's Great Municipal Band and End Credits – 9:37

## The Phantom Menace Ultimate Edition
Se lanzó el 14 de noviembre de 2000 por Sony Classical; ésta es en dos discos.

### Disco uno
1. Fox Fanfare – 0:23
2. Treachery Within the Federation - The Invasion of Naboo
  1. Star Wars Main Title – 1:24
  2. Boarding the Federation Battleship – 2:31
  3. Death Warrant for Qui-Gon and Obi-Wan – 1:18
  4. Fighting the Destroyer Droids – 1:44
  5. Queen Amidala Warns the Federation – 2:23
  6. The Droid Invasion – 1:00
3. Underwater Adventure
  1. Swimming to Otoh Gunga – 0:56
  2. Inside the Bubble City – 3:05
  3. Attack of the Giant Fish – 1:37
4. Darth Sidious
  1. Darth Sidious and the Passage Through the Planet Core – 1:04
5. On to Naboo and the Rescue of the Queen
  1. The Giant Squid and the Attack on Theed – 1:18
  2. Qui-Gon and Obi-Wan Rescue the Queen – 2:09
  3. Fighting the Guards – 1:42
  4. Escape from Naboo – 2:04
  5. Enter Darth Maul – 1:07
6. Destination Tatooine, Home of Anakin Skywalker
  1. The Arrival at Tatooine – 2:28
  2. Street Band of Mos Espa – 1:16
  3. Padme Meets Anakin – 1:12
  4. Desert Winds [no aparece en el filme] – 1:28
  5. Jar Jar’s Run-in with Sebulba – 1:18
  6. Anakin’s Home and the Introduction to Threepio – 2:22
7. The Dark Forces Plot
  1. Darth Sidious and Darth Maul – 1:12
8. Qui-Gon Bets on Anakin
  1. Talk of Podracing – 2:58
9. Anakin Closes in on His Destiny
  1. Watto’s Deal / Shmi and Qui-Gon Talk – 2:24
  2. Anakin, Podracer Mechanic – 1:38
  3. The Racer Roars to Life / Anakin’s Midi-Chlorian Count – 1:24
  4. Darth Maul and the Sith Spacecraft – 1:00
  5. Mos Espa Arena Band – 0:53
  6. Watto’s Roll of the Die – 1:59
  7. The Flag Parade – 1:14
  8. Sebulba’s Dirty Hand / Qui-Gon’s Pep Talk – 1:37
10. Anakin’s Victory
  1. Anakin Defeats Sebulba – 2:17
11. The Cheering Crowd
  1. Hail to the Winner, Anakin Skywalker – 1:13
12. Mos Espa Folk Song
  1. The Street Singer – 1:13

### Disco dos
1. To Coruscant and to Palpatine and the Senate
  1. Anakin is Free – 5:04
  2. Qui-Gon and Darth Maul Meet – 1:48
  3. Anakin and Group to Coruscant – 4:11
2. Palpatine's Treachery
  1. The Queen and Palpatine – 0:41
3. Qui-Gon Goes Before Yoda
  1. High Council Meeting – 2:37
4. War Clouds and an Alliance with Boss Nass and the Gungans
  1. The Senate – 1:12
  2. Anakin’s Test – 3:41
  3. Qui-Gon’s Mission / Obi-Wan’s Warning – 3:47
  4. Nute and Rune Confer with Darth Sidious – 0:29
  5. The Queen And Group Land on Naboo – 2:19
  6. Jar Jar Leads Group to the Gungans – 2:25
  7. War Plans – 2:31
5. Prelude to War
  1. Darth Sidious Receives News of the Gungan Army – 0:25
  2. The Gungans March – 0:57
6. The Great Battle Begins
  1. The Queen and Her Group Sneak Back to the Palace – 0:18
  2. The Battle Begins – 0:24
  3. The Republic Pilots Take off into Space – 1:26
7. The Battle Continues
  1. Activate the Droids – 0:44
  2. The Gungans Fight Back – 0:24
  3. The Duel Begins – 0:51
  4. Anakin Takes off in Spaceship – 0:47
  5. The Duel Continues – 0:59
  6. The Battle Rages on – 1:59
  7. Qui-Gon, Obi-Wan and Darth Maul Continue Battle – 1:22
8. The War at Its Darkest
  1. Qui-Gon, Darth Maul and the Invisible Wall – 0:14
  2. The Gungans Retreat and the Queen Surrenders – 2:18
  3. The Death of Qui-Gon and the Surrender of the Gungans – 2:28
9. Good Triumphs Over Evil
  1. The Tide Turns / The Death of Darth Maul – 3:24
10. The Wrap-up
  1. The Queen Confronts Nute and Rune – 1:47
  2. The Funeral of Qui-Gon – 1:18
11. Victory Parade
  1. The Parade – 1:24
12. Titles
  1. End Credits – 8:14
  2. Duel of the Fates (versión con diálogo; bonus track)

## Attack of the Clones
Se lanzó el 23 de abril de 2002 por Sony Classical, en CD.

### Disco único
1. Star Wars Main Title and Ambush on Coruscant – 3:46
2. Across the Stars: Love theme from Attack of the Clones – 5:33
3. Zam the Assassin and the Chase Through Coruscant – 11:07
4. Yoda and the Younglings – 3:55
5. Departing Coruscant – 1:44
6. Anakin and Padme – 3:57
7. Jango's Escape – 3:48
8. The Meadow Picnic – 4:14
9. Bounty Hunter's Pursuit – 3:23
10. Return to Tatooine – 6:57
11. The Tusken Camp and the Homestead – 5:54
12. Love Pledge and the Arena – 8:29
13. Confrontation with Count Dooku and Finale – 10:45
14. On the Conveyor Belt – 3:02

## The Revenge of the Sith
Se lanzó el 3 de mayo de 2005 por Sony Classical, aunque en este caso es un álbum doble con un CD conteniendo la musicalización parcial del filme, como con los dos episodios anteriores, y un DVD con música de las seis películas en forma de vídeos.

### Disco uno, CD
1. Star Wars and the Revenge of the Sith – 7:31
2. Anakin's Dream – 4:46
3. Battle of the Heroes – 3:42
4. Anakin's Betrayal – 4:03
5. General Grievous – 4:07
6. Palpatine's Teachings – 5:25
7. Grievous and the Droids – 3:27
8. Padmé's Ruminations - 3:16
9. Anakin vs. Obi-Wan – 3:57
10. Anakin's Dark Deeds – 4:05
11. Enter Lord Vader – 4:14
12. The Immolation Scene – 2:41
13. Grievous Speaks to Lord Sidious – 2:49
14. The Birth of the Twins and Padmé's Destiny – 3:37
15. A New Hope and End Credits – 13:05

### Disco dos,DVD
Star Wars: A Musical Journey es un DVD de acompañamiento lanzado junto con el CD de la música del tercer episodio de la saga, con las más representativas partituras de la doble trilogía en forma de videoclips.
1. A Long Time Ago — 20th Century Fox fanfare / Star Wars Main Title (De todos los filmes)
2. Dark Forces Conspire — Duel of the Fates (de The Phantom Menace)
3. A Hero Rises — Anakin's theme (de The Phantom Menace)
4. A Fateful Love — Across the Stars (de Attack of the Clones)
5. A Hero Falls — Battle of the Heroes (de Revenge of the Sith)
6. An Empire is Forged — The Imperial March (de The Empire Strikes Back)
7. A Planet that is Farthest from — The Dune Sea of Tatooine / Jawa Sandcrawler (de Star Wars)
8. An Unlikely Alliance — Binary Sunset / Cantina theme (de Star Wars)
9. A Defender Emerges — Princess Leia's theme (de Star Wars)
10. A Daring Rescue — Ben Kenobi's Death / TIE Fighter Attack (de Star Wars)
11. A Jedi is Trained — Yoda's theme (de The Empire Strikes Back)
12. A Narrow Escape — The Asteroid Field (de The Empire Strikes Back)
13. A Bond Unbroken — Luke and Leia (de Return of the Jedi)
14. A Sanctuary Moon — The Forest Battle [concert suite] (de Return of the Jedi)
15. A Life Redeemed — Light of the Force (de Return of the Jedi)
16. A New Day Dawns — Throne Room / Finale (de Star Wars)

## Rogue One: A Star Wars Story
1. He's Here for Us
2. A Long Ride Ahead
3. Wobani Imperial Labor Camp
4. Trust Goes Both Ways
5. When Has Become Now
6. Jedha Arrival
7. Jedha City Ambush
8. Star-Dust
9. Confrontation on Eadu
10. Krennic's Aspirations
11. Rebellions Are Built on Hope
12. Rogue One
13. Cargo Shuttle SW-0608
14. Scrambling The Rebel Fleet
15. AT-ACT Assault
16. The Master Switch
17. Your Father Would Be Proud
18. Hope
19. Jyn Erso & Hope Suite
20. The Imperial Suite
21. Guardians of the Whills Suite

## Videojuegos

### Star Wars: Republic Commando
Fue la primera banda sonora publicada de un videojuego de Star Wars, editado en CD.
1. Vode An (Brothers All) - 1:58
2. Prologue - 3:24
3. The Egg Room - 2:34
4. Gra'tua Cuun (Our Vengeance) - 2:33
5. Improvised Entry - 1:34
6. They Must Be Asleep - 1:23
7. The Ghost Ship - 2:24
8. Ka'rta Tor (One Heart of Justice) - 1:54
9. Com Interference - 2:16
10. The Jungle Floor - 2:46
11. RV Alpha - 1:55
12. Through the Canopy - 1:15
13. Rage of the Shadow Warriors - 2:02
14. Make Their Eyes Water - 1:23
15. Kachirho by Night Vision - 1:23

Duración total, 28:04

### Star Wars: The Force Unleashed
Se publicó en CD.
1. The Force Unleashed - 1:19
2. General Kota and the Control Room - 3:44
3. Infiltrating the Junk Temple - 2:54
4. Drexl's Raiders - 2:51
5. Approaching Felucia - 3:28
6. The Sarlaac Unleashed - 3:20
7. Maris and the Bull Rancor - 2:11
8. PROXY and the Skyhook - 2:37
9. Redemption - 2:19
10. Juno Eclipse and Finale - 1:12
11. Ton'yy Rho's Uglehop (bonus track) - 1:13

Duración total, 25:08